# HP 100LX
HP 100LX (nazwa kodowa Project Cougar) – palmtop produkowany przez Hewlett-Packard od 1993 roku. Technicznie jest to pełnoprawny (poza małymi wyjątkami) komputer PC z monochromatycznym wyświetlaczem, klawiaturą QWERTY, slotem PCMCIA i systemem MS-DOS 5.0.